# Nanase Kiryu
Nanase Kiryu (木龍 七瀬 Kiryu Nanase?,  nacida el 31 de octubre de 1989 en Kanagawa) es una futbolista japonesa. Juega como delantera en el Changnyeong WFC de la WK League de Corea del  Sur.
Kiryu jugó 16 veces y marcó 3 goles para la selección femenina de fútbol de Japón entre 2010 y 2014. Fue convocada para integrar la selección nacional de Japón en la Copa Asiática femenina de la AFC de 2014.

## Trayectoria

### Clubes
| Club                 | País           | Año             |
| -------------------- | -------------- | --------------- |
| Nippon TV Beleza     | Japón          | 2007 - 2013     |
| Sky Blue             | Estados Unidos | 2014            |
| Nippon TV Beleza     | Japón          | 2014 - 2015     |
| Guangdong Haiyin     | China          | 2016            |
| Okayama Yunogo Belle | Japón          | 2017 - ¿?       |
| Changnyeong WFC      | Corea del Sur  | 2020 - presente |

### Selección nacional
| Selección | País  | Año         |
| --------- | ----- | ----------- |
| Absoluta  | Japón | 2010 - 2014 |

## Estadística de equipo nacional
| Selección femenina de fútbol de Japón | Selección femenina de fútbol de Japón | Selección femenina de fútbol de Japón |
| Año                                   | Partidos                              | Goles                                 |
| ------------------------------------- | ------------------------------------- | ------------------------------------- |
| 2010                                  | 3                                     | 0                                     |
| 2011                                  | 0                                     | 0                                     |
| 2012                                  | 2                                     | 0                                     |
| 2013                                  | 1                                     | 0                                     |
| 2014                                  | 10                                    | 3                                     |
| Total                                 | 16                                    | 3                                     |